# Catedral de Santa María y Santa Ana (Cork)
La Catedral de Santa María y Santa Ana (en inglés: Cathedral of St Mary and St Anne) es una catedral católica ubicada en Cork, Irlanda. Es la sede del obispo de Cork y Ross, y la iglesia madre de la Diócesis de Cork y Ross. La catedral fue dedicada en 1808, pero fue ampliamente dañada por un incendio intencional en 1820. George Richard Pain emprendió la restauración de la catedral. En 1964, el santuario de la catedral fue ampliada, una torre santuario fue añadida, y la distribución interna reorganizada. Las obras más recientes de gran escala en la catedral se llevaron a cabo en 1996.